# ハンフリート・ミュラー
ハンフリート・ミュラー（ドイツ語:  Hanfried Müller ,1925年11月04日 ツェレ -2009年3月3日 ベルリン）は、ドイツの福音主義神学者。同時に、東ドイツ国家保安省（シュタージ）の非公式協力者として、東ドイツ共産主義体制の支持者として活動していた。
ルター派神学者ゲアハルト・バサラクと共に、共産主義体制に協力する神学雑誌『ヴァイセンゼーア・ブレッター』を、編集し発行した。なお、ルター派神学者のゲアハルト・バサラクも東独国家保安省の非公式協力者であった。ミュラーの主著『福音主義神学概説』が翻訳されており、日本においても一定の知名度がある。

## 経歴

### 西ドイツ時代
ハンフリート・ミュラーは1945年から1952年までボン大学とゲッティンゲン大学で福音主義神学を学んだ。彼は弁証法神学、とりわけ、カール・バルト、ハンス・ヨアヒム・イーヴァント、エルンスト・ヴァルフの影響を受けた。教会政治的には、ミュラーは告白教会内のダーレム主義者の路線に従い、ドイツの福音主義教会に蔓延していた国家主義的・保守主義的傾向に反発していた。ゲッティンゲン大学在学中に、ドイツ社会主義統一党青年組織である自由ドイツ青年団のゲッティンゲン大学支部の設立メンバーになった。1951年6月、西ドイツ政府はこの共産主義青年団の活動を禁じた。1951年のメーデーにおいて、ミュラーとその同志たちは再軍備反対の横断幕を掲げてデモ行進をおこなった。西側連合国の占領下にあった当時の西ドイツにおいて、このような政治デモは違法行為であると見なされ、ゲッティンゲン大学当局によって懲戒手続きが始まろうとしたが、後に処分保留になった。

### 東ドイツ移住後
1952年、ミュラーはドイツ民主共和国 (東独)に移住し、同年11月ローズマリー・ストライサンドと結婚した。結婚式は著名なハインリヒ・グリューバー牧師の司式で執り行われた 。1956年、東ベルリン・フンボルト大学神学部ハインリヒ・フォーゲル教授の下で博士号を取得した。ミュラーの学位論文はディートリヒ・ボンヘッファーの神学に関しての本格的ドイツ語神学論文として、最初の存在であった。1958年、ミュラーは東ベルリン・フンボルト大学神学部で私講師として教え始めた。1964年には同大学神学部組織神学講座の教授に昇格。しかしながら、教授に就任した初年度において、学生の講義登録が極端に低迷した。1963年から1967年まで、政治的、教会政治的理由による学生の講義ボイコット運動がおこなわれた結果であった。また、神学部内の同僚教授ハンス＝ゲオルグ・フリッチェとヘルベルト・トレブスから、ミュラーの講義に対する妨害行為もおこなわれた。なお、講義を妨害した教授たちも、ミュラーと同じく国家保安省（シュタージ）の非公式協力者であった。
社会的組織としてのキリスト教会に対して、ミュラーは極めて批判的であった。とりわけ、キリスト教会と世俗国家の融合を拒絶し、社会に開かれ奉仕する姿勢を教会に求めた。 2005年に出版された自伝的覚書で、ミュラーは神学における解放という概念を展開した。教会的・神学的解放の後で、政治的民主主義的解放と社会経済的解放が続くと見なした。
ミュラーはドイツ社会主義統一党 (SED)指導部、とりわけ、教育省と教会関係部局幹部との対話を重視した。さらに、ベルリン＝ブランデンブルク福音主義教会の幹部との接触も継続した。東ドイツ国家と社会主義を肯定するミュラーの立場は良く知られていた。ミュラーはキリスト教信仰を宗教的、とりわけ、世界観であると見なさず、独自の見解を持っていた。しかし、キリスト教信仰と宗教的世界観の厳格な相違が理解されなかったため、ドイツ社会主義統一党 (SED)内共産主義者たちと上手く論議できなかった。他方、ミュラーは非宗教的キリスト者として、キリスト教を出自とする多数のメンバーを必ずしも宗教的存在ではないと見なしていた。

### 国家保安省（シュタージ）非公式協力者
1954年以降、ミュラーは国家保安省（シュタージ）と協力し、ハンス・マイアーというコードネームを与えられた非公式協力者として活動した。1990年以降、ミュラーは国家保安省（シュタージ）の非公式協力者であったことを認めた。その時、彼はあくまでも自らの意思で非公式協力者になったことを強調した。1994年、スパイ活動に類する行為は止めたことを明らかにした。東ドイツ史に関する議論に際して、ミュラーはドイツ社会主義統一党 (SED)政権関係者たちに向けて、罪は存在しないとアッピールした。
1958年、ミュラーはルター派神学者のゲアハルト・バサラクと共に、社会主義を支持する神学者たちのプラットフォームとして、ヴァイセンゼーア・グループを立ち上げた。なお、ルター派神学者のゲアハルト・バサラクも東独国家保安省の非公式協力者であった。1959年以降、ミュラーはキリスト教平和会議のメンバーになった。
1982年以降、ミュラーは神学雑誌『ヴァイセンゼーア・ブレッター』の編集発行人を務めた。『ヴァイセンゼーア・ブレッター』は社会主義を支持する神学者たちが集ったヴァイセンゼーア・グループの雑誌だった。このヴァイセンゼーア・グループの中心的存在がミュラーだった。この雑誌は2006年3号まで発行された。『ヴァイセンゼーア・ブレッター』において、ミュラーは教会の庇護を受けながら反体制的活動をする勢力を厳しく批判した。東独体制崩壊前後から、ミュラーは東独報道番組のコメンテーターであったカール＝エドゥアルト・フォン・シュニッツラーのようなマルクス主義 知識人との密接な付き合いを大切にしていた。ミュラーは民主社会党 (PDS)内の共産主義グループを支持し応援した。

### 葬儀
2009年3月12日、ミュラーの葬儀はベルリン・リヒテンベルク区フリードリヒスフェルデ地区で、改革派教会牧師ディーター・フリーリングハウスによって執り行われた。フリーリングハウス牧師は1968年に設立されたドイツ共産党 (DKP) の党員である。フリーリングハウス牧師はコリントの信徒への手紙二第4章5節による葬儀説教をおこなった。

## 著作
- Erfahrungen, Erinnerungen, Gedanken: Zur Geschichte von Kirche und Gesellschaft in Deutschland seit 1945; GNN Verlag Schkeuditz, 2010, ISBN 978-3-89819-314-6
- Gratulation eines Aussenseiters zum 175. Geburtstag von Karl Marx, Frankfurt am Main: Wiss. und Sozialismus e.V., 1993
- Aus Glauben gerecht, Berlin: Evangelische Verlagsanstalt, 1973, 1. Aufl.
- Von der Kirche zur Welt, Leipzig: Koehler u. Amelang VOB, 1966, 2. Aufl.
- Von der Kirche zur Welt, Hamburg-Bergstedt: Reich, 1961 DNB-IDN 453484719
- Der Christ in Kirche und Staat, Hefte aus Burgscheidungen Nr. 4, Burgscheidungen 1958.
- Die Frankfurter Theologische Erklärung der Kirchlichen Bruderschaften vom 4. Oktober 1958, Hefte aus Burgscheidungen Nr. 10, Burgscheidungen 1958.
- Von der Kirche zur Welt, o. O., (1956)
- Evangelische Dogmatik im Überblick, Berlin: Evang. Verl.-Anst., 1989, 2. Aufl. (1978, 1. Aufl.)
  - 『福音主義神学概説』森本あんり 雨宮栄一訳、日本基督教団出版局、1987年